# Mike O'Rourke
Mike O'Rourke (Michael David O'Rourke, né le 25 août 1955 à Croydon) est un athlète néo-zélandais, spécialiste du lancer de javelot.
Il participe aux Jeux olympiques de 1984 et emporte la médaille d'or lors des Jeux du Commonwealth, auxquels il participe à trois reprises.